# Victor Arnold (acteur américain)
Ne doit pas être confondu avec Victor Arnold (acteur autrichien).
Pour les articles homonymes, voir Arnold.
Victor Arnold, né Arnold Ratner le 1er juillet 1936 à Herkimer (États-Unis) et mort le 13 avril 2012 à Buffalo (États-Unis), est un acteur américain.
Il est apparu dans plus de quarante films de 1956 à 2011.

## Filmographie partielle

### Au cinéma
- 1967 : L'Incident